# 목록

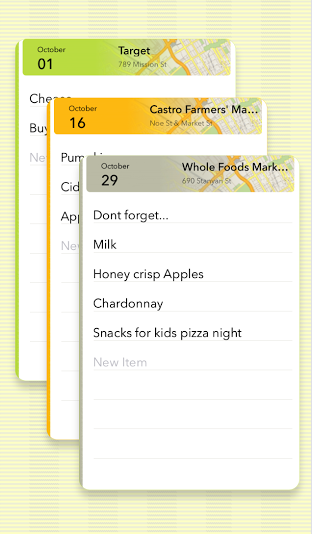
응용 소프트웨어를 이용해 작성한 구매할 물건의 목록

목록(目錄, List)은 사람의 이름이나 물품의 이름, 책 제목, 목차, 점검 해야할 항목 따위를 일정한 기준과 순서로 적어 알아보기 쉽도록 만든 것을 이르는 말이다.
목록의 예로는 다음의 것 등이 있다.
- 금서 목록: 16세기부터 20세기까지 로마 가톨릭교회에서 금지한 출판물의 목록이다.
- 전화번호부: 인명순·자모순·분류순으로 작성된 전화번호 목록을 모아놓은 책이다.
- IUCN 적색 목록: 국제 자연 보전 연맹(IUCN)은 종의 보전 상태를 기록하는 세계에서 가장 포괄적인 지구 식물, 동물 종의 보전 상태의 목록으로, 1963년에 만들어졌다.
- 보문각책목록: 조선시대 덕수궁 보문각에 소장된 책의 목록이다.[2]

## 같이 보기
- 블랙리스트
- 연결 리스트
- 리스트 (컴퓨팅)
- 리스트 캄프리헨션
- 목록의 목록
- 아우트라인 (목록)